# Hasan Ahadpur
Hasan Ahadpur es un deportista iraní que compitió en judo. Ganó una medalla de bronce en los Juegos Asiáticos de 1994 en la categoría de –60 kg.

## Palmarés internacional
| Juegos Asiáticos | Juegos Asiáticos  | Juegos Asiáticos  | Juegos Asiáticos |
| Año              | Lugar             | Medalla           | Categoría        |
| ---------------- | ----------------- | ----------------- | ---------------- |
| 1994             | Hiroshima (Japón) | Medalla de bronce | –60 kg           |